# Grammoptera abdominalis
Grammoptera abdominalis es una especie de escarabajo de cuernos largos en la subfamilia Lepturinae. Se distribuye por el paleártico de Europa y oeste de Asia.
Miden unos 5-10 mm. Son primaverales a estivales, florícolas.